# AudioCodes
AudioCodes Ltd. (TASE: AUDC, NASDAQ: AUDC) — израильская high-tech компания, которая проектирует, разрабатывает и продает устройства для голосовой и видео связи, передачи данных по сетям, работающим в протоколе TCP/IP. AudioCodes является пионером технологии VoIP, поставляющая на рынок свои решения в этой области с 1995 года.

## История компании
Компания AudioCodes была основана в 1993 году. Одним из её соучредителей стал Шабтай Адлерсберг, который также являлся соучредителем израильской полупроводниковой компании DSP Group, созданной в 1987 году на базе его технологии сжатия информации при передаче голосовых сообщений. Среди руководства компании и сотрудников есть и бывшие военнослужащие Подразделения 8200 службы войсковой разведки Армии обороны Израиля.
Первым успехом AudioCodes стал выбор алгоритма сжатия в качестве основы для стандарта ITU-T G.723.1 Международного союза электросвязи (МСЭ). В 1996 году, когда Интернет и IP-сети уже получили распространение, передача голоса по IP перестала быть идеей и превратилась в реальность.
В 1996—1997 гг. AudioCodes — уже признанный лидер пакетной высококачественной передачи голосовых сообщений. Закрепляя свой успех, компания начала разработку и внедрение связи VoIP на базе блейд-сервера. Использование плат CompactPCI позволило AudioCodes перейти на более высокий уровень передачи данных и обеспечило условие для значительного успеха компании на рынке.
В 1999 году AudioCodes вышла на биржу NASDAQ (акции NASDAQ: AUDC) и Тель-Авивскую (TASE: AUDC) биржу.
В 2001 году AudioCodes выпустила свой первый медиашлюз Media Gateway на базе существующих технологий блейд-сервера и интегральных схем. За первым аналоговым устройством Media Gateway следует семейство медиашлюзов, сочетающих аналоговые и цифровые интерфейсы. Далее последовали медиашлюзы более высокой пропускной способности и медиасерверы. К настоящему времени компания поставляет на рынок устройства для многофункциональных бизнес-шлюзов и IP-телефонии.
Штаб-квартира и исследовательский центр AudioCodes находятся в Израиле, в промышленной зоне Airport City, г. Лод. Компания имеет филиалы по всему миру: в Чикаго, Сан-Хосе, парке Research Triangle Park (Северная Каролина), Сомерсете (Нью-Джерси)), Бостоне, Майами (США), Пекине, Сингапуре, Нью-Дели, Сеуле, Сиднее, Мехико, Буэнос-Айресе, Сан-Пауло, Лондоне, Париже, Москве, Киеве, Риме и Франкфурте.

## Приобретения
6 июля 2006 года AudioCodes приобрела компанию Netrake Corporation (Плейно, Техас), поставщика решений в области Session Border Controller (SBC) и шлюзов Security Gateway высокой степени безопасности, позволяющих обеспечить подключение и проведение в режиме реального времени сеансов защищённой связи для таких технологий, как VoIP и видеосвязь между IP-сетями, в том числе в Wi-Fi и широкополосных беспроводных сетях (Fixed Mobile Convergence — FMC).
В феврале 2007 года AudioCodes приобрела компанию CTI Squared Ltd. (CTI2), ведущего поставщика унифицированных платформ Unified communications для глобальной связи между провайдерами и предприятиями. На базе платформ CTI2 реализуется интеграция услуг передачи данных и голосовых сообщений в Интернете, интранете, PSTN, сотовых, кабельных и корпоративных сетях.